# Hocus Pocus (Mélusine)
Pour les articles homonymes, voir Hocus Pocus.
Hocus Pocus est le 7e album de bande dessinée mettant en scène le personnage de Mélusine, sorti en 2000. Les dessins sont de Clarke et le scénario de Gilson.

## Synopsis
L'album est composé de 29 gags d'une page chacun, de deux de deux pages, d'un de trois pages et de deux de quatre pages. C'est dans cet album que l'on fait la connaissance de Mélisande, la cousine de Mélusine,  une jolie bonne fée. Elle est habillée en rose, avec de ridicules formules, fait apparaître des pâtisseries et des lapins blancs. Bref, c'est la honte de la famille…
La dernière histoire donne son nom à l'album : Mélusine et Mélisande se battent, une fois de plus, à coup de formules magiques pour savoir laquelle des deux est la meilleure…

## Source
- www.bedetheque.com, « Mélusine » (consulté le 18 août 2008)